# 临泉路
临泉路，中国安徽省合肥市的一条东西干道，得名自临泉县，西起庐阳区四里河路，东至肥东县桥头集路，当涂路以东称临泉东路，铜陵路至潜山路段为合肥中环北段。临泉路已建成全长20.2公里，沿线有胜利广场、安徽大学江淮学院、合肥市第五十五中学等机构景点单位。于大众路、龙岗路交口处设有下穿桥。

## 轨道交通
- █ 3号线：杏花村⇄四泉桥⇄郑河⇄海棠⇄一里井⇄淮南路